# Eva Arndt
Eva Arndt (n. 27 noiembrie 1919, Aarhus, Danemarca – d. 18 iunie 1993) a fost o înotătoare daneză, medaliată olimpică. A participat la două ediții ale Jocurilor Olimpice (1936, 1948) în care a câștigat o medalie de argint.